# Acquintanacsuak
Acquintanacsuak (Acquintanacksuak).- pleme Indijanaca porodice Algonquian nastanjeno u ranom 17. stoljeću na sa zapadnoj obali Patuxent Rivera u današnjem Marylandu, okrug St. Marys. John Smith nalazi ih prvih godina 17. stoljeća na spomenutoj rijeci i procjenjuje broj od 200 muškaraca kod njih i susjednih plemena Pawtuxunt i Mattapanient. Sva tri plemena pripadala su konfederaciji Conoy.

## Vanjske poveznice
- The Indian Tribes of North America